# Paul Tanui
Paul Kipngetich Tanui (Nakuru, 22 de diciembre de 1990) es un deportista keniano que compite en atletismo, especialista en las carreras de fondo y campo a través.
Participó en los Juegos Olímpicos de Río de Janeiro 2016, obteniendo una medalla de plata en la prueba de 10 000 m.
Ganó tres medallas de bronce en el Campeonato Mundial de Atletismo entre los años 2013 y 2017. En la modalidad de campo a través, obtuvo dos medallas en el Campeonato Mundial de 2011.

## Palmarés internacional
| Juegos Olímpicos   | Juegos Olímpicos        | Juegos Olímpicos  | Juegos Olímpicos |
| Año                | Lugar                   | Medalla           | Prueba           |
| ------------------ | ----------------------- | ----------------- | ---------------- |
| 2016               | Río de Janeiro (Brasil) | Medalla de plata  | 10 000 m         |
| Campeonato Mundial |                         |                   |                  |
| Año                | Lugar                   | Medalla           | Prueba           |
| 2013               | Moscú (Rusia)           | Medalla de bronce | 10 000 m         |
| 2015               | Pekín (China)           | Medalla de bronce | 10 000 m         |
| 2017               | Londres (Reino Unido)   | Medalla de bronce | 10 000 m         |

| Campeonato Mundial | Campeonato Mundial    | Campeonato Mundial | Campeonato Mundial |
| Año                | Lugar                 | Medalla            | Prueba             |
| ------------------ | --------------------- | ------------------ | ------------------ |
| 2011               | Punta Umbría (España) | Medalla de oro     | Equipo             |
| 2011               | Punta Umbría (España) | Medalla de plata   | Individual         |